# پتر آرندت
پتر آرندت (آلمانی: Peter Ahrendt; ۲ فوریهٔ ۱۹۳۴ – ۱ فوریهٔ ۲۰۱۳) قایقران قایق بادبانی اهل آلمان بود.